# Paul Allen

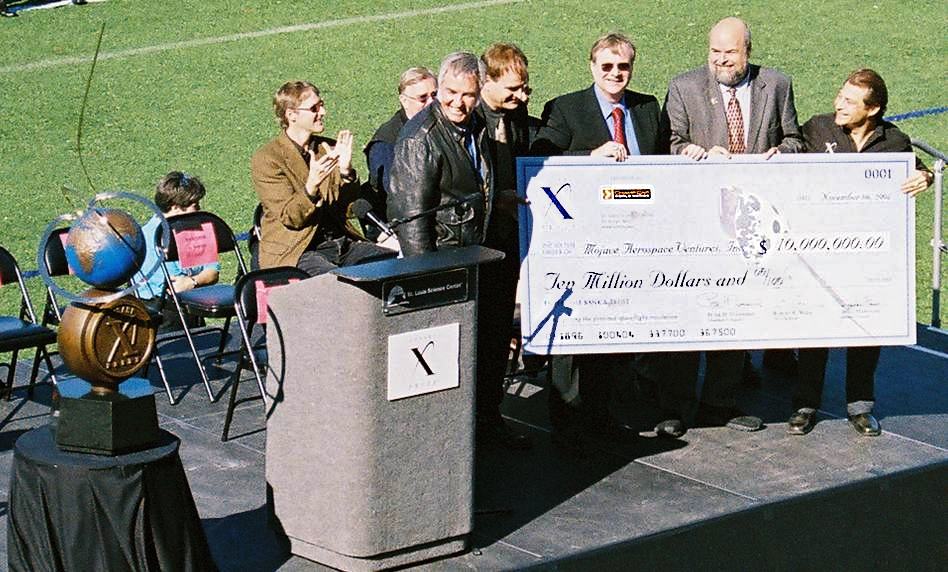
Paul Allen lliurant el premi Ansari-X.

 Paul Allen  (Seattle, 21 de gener de 1953 - Seattle, 15 d'octubre de 2018) fou un empresari estatunidenc, cofundador de Microsoft juntament amb Bill Gates.
Va néixer a Seattle, estat de Washington. Des dels 14 anys va començar a ser un gran entusiasta dels ordinadors. Allen va anar a la Washington State University, encara que la va deixar als 2 anys juntament amb Bill Gates per dedicar-se a escriure programari comercial per als nous ordinadors personals.
Van fundar Microsoft (inicialment "Micro-Soft", el guió va ser eliminat un any més tard) a Albuquerque, Nou Mèxic, el 1975, i van començar venent un intèrpret del llenguatge BASIC. Allen va formar part decisiva en un tracte de Microsoft per comprar un sistema operatiu anomenat QDOS per 50.000 dòlars. D'aquesta manera, Microsoft va poder complir amb el seu contracte per subministrar el sistema operatiu per als nous PC d'IBM. Va ser el principi d'un notable i constant creixement per a la nova companyia reeixda.
Allen es va veure obligat a renunciar a Microsoft el 1983 després d'haver-li estat diagnosticada la malaltia de Hodgkin, la qual va superar després de molts mesos de tractament de radioteràpia i un trasplantament SDF de medul·la òssia.
Va tornar a Microsoft el 1990, ocupant una posició directiva, i aquest mateix any va crear Vulcan Ventures, un fons de capital de risc especialitzat en serveis de cable i banda ampla. Paul Allen participava en més de 140 companyies, entre les quals destaquen Priceline, Dreamworks, Go2Net, Oxygen i Metricom.
Entre els seus costosos passatemps, Allen era fanàtic de l'esport, per la qual cosa va pagar 70 milions de dòlars el 1988 per l'equip de l'NBA Portland Trail Blazers, i més recentment 200 milions per l'equip de futbol americà Seattle Seahawks; fins a arribar a ser un dels propietaris minoritaris de l'equip de la Major League Soccer, els Seattle Sounders FC. També, fou un amant de la música, en concret del Rock and Roll. Tocava la guitarra, tenia un estudi de gravació professional a casa i va finançar el museu dedicat a Jimi Hendrix a Seattle. Era aficionat a la recerca de vida extraterrestre (SETI), i va fundar diverses organitzacions caritatives.
A principis de setembre del 2000, Paul Allen va decidir abandonar completament Microsoft i tots els càrrecs que ocupava. En un emotiu comunicat, signat pel mateix Bill Gates, es reconeixia la contribució d'Allen a l'èxit de la companyia. En el futur va exercir com a conseller estratègic, també accionariat s'ha desvinculant del gegant de Redmond (Washington). L'home que a 1976 tenia un 40% de Microsoft, a penes va romandre amb l'1% després d'allò.

## Filantropia
Gran part de la filantropia de Paul Allen ha estat destinada al relacionat amb serveis humans i de salut, l'avanç de la ciència i la tecnologia. El 1986 va ser establerta la Paul G. Allen Family Foundation per tal d'administrar les seves obres de caritat. Anualment, Allen aconsegueix 30 milions de dòlars per a la seva fundació. Aproximadament el 75% dels diners de la fundació és destinat a diverses ONG de Seattle i de l'estat de Washington. El 25% és distribuït en Portland, Oregon i altres ciutats del pacífic nord-oest.
Una de les institucions a les que més diners ha donat Allen és a la Universitat de Washington. En els anys 80, va aportar gairebé 18 milions de dòlars per a la construcció d'una nova biblioteca amb el nom del seu pare, Kenneth S. Allen. El 2003, va donar 5 milions de dòlars per establir el centre d'arts visuals Faye G. Allen, en honor de la seva mare. El 2004 va ser completat el Centre per a la Ciència i l'Enginyeria de la Computació Paul G. Allen, a qui va donar la suma de 14 milions de dòlars, sent qui més va contribuir en aquest projecte. Des de fa anys col·labora amb l'Escola de Medicina de la Universitat de Washington, a la qual ha donat 3,2 milions de dòlars.

## Riquesa
Paul Allen regularment apareixia a la llista Forbes de les persones més riques del món.